# Девід Вайс (фристайліст)
Де́від Вайс (англ. David Wise) — американський фристайліст, дворазовий олімпійський чемпіон, чемпіон світу, чотириразовий чемпіон Х-ігор. 
Першу олімпійську золоту медаль Вайс здобув на зимових Олімпійських ігор 2014 року у хафпайпі. Він зумів повторити цей успіх на Пхьончханській олімпіаді 2018 року.

## Олімпійські ігри
| Рік  | Місто                     | Хафпайп |
| ---- | ------------------------- | ------- |
| 2014 | Сочі, Росія               | 1       |
| 2018 | Пхьончхан, Південна Корея | 1       |
| 2022 | Пекін, Китай              | 2       |

## Чемпіонат світу
| Рік  | Місто                  | Хафпайп |
| ---- | ---------------------- | ------- |
| 2009 | Інавасіро, Японія      | 4       |
| 2011 | Дір-Веллі, США         | 4       |
| 2013 | Восс, Норвегія         | 1       |
| 2017 | Сьєрра-Невада, Іспанія | 4       |
| 2019 | Парк-Сіті, США         | 7       |
| 2021 | Аспен, США             | 10      |